# Tibouchina hintonii
Tibouchina hintonii är en tvåhjärtbladig växtart som beskrevs av Henry Allan Gleason och Todzia. Tibouchina hintonii ingår i släktet Tibouchina och familjen Melastomataceae. Inga underarter finns listade i Catalogue of Life.